# Organisation démocratique des soins infirmiers d'Afrique du Sud
 (juillet 2023).
L'Organisation démocratique des soins infirmiers d'Afrique du Sud (en anglais : Democratic Nursing Organization of South Africa, DENOSA) est un syndicat sud-africain qui se décrit comme « une organisation bénévole pour les infirmières et sages-femmes sud-africaines ».
Le syndicat est créé sous sa forme actuelle le 5 décembre 1996.
Cette structure est affiliée au Congrès des syndicats sud-africains et devient membre à part entière du Conseil international des infirmières le 15 juin 1997. Le syndicat quitte sa place pour le congrès, car les fédérations du Syndicat national des métallurgistes d'Afrique du Sud expulsent leurs membres le 7 novembre 2014.
Lors de son congrès de 2010, l'organisation adopte une résolution demandant au Comité exécutif national de procéder à la fusion avec le South African Democratic Nurses' Union.
Le syndicat met en place de nombreux projets dans le but d'améliorer les soins de santé en Afrique du Sud. Il s'agit principalement d'ateliers de formation des infirmiers sur le VIH/SIDA et la tuberculose multirésistante.